# Cupido arctophylas
Cupido arctophylas är en fjärilsart som beskrevs av Bergstrasser 1770. Cupido arctophylas ingår i släktet Cupido och familjen juvelvingar. Inga underarter finns listade i Catalogue of Life.